# Улица Сафтара Кулиева
Улица Сафтара Кулиева (Гулиева) (азерб. Səftər Quliyev küçəsi) — короткая улица в Баку, в историческом районе Ичери-шехер (Старый город), от улицы Азиза Алиева у её выхода к проспекту Нефтяников.

## История
Названа в честь азербайджанского советского учёного-нефтяника Сафтара Кулиева (1908—1973).
Во второй половине XIX века по заказу Гаджи Ага Зейнала (деда бакинского миллионера Рамазанова) прямо в жилой застройке был устроен банный комплекс по традиционной схеме: раздевалка, купальня, бассейн с холодной и горячей водой и нагревальная камера.

## Застройка
Ряд домов (3, 7, 9, 11) на улице объявлен памятниками архитектуры местного значения (конец XIX — начало XX века)

## Достопримечательности

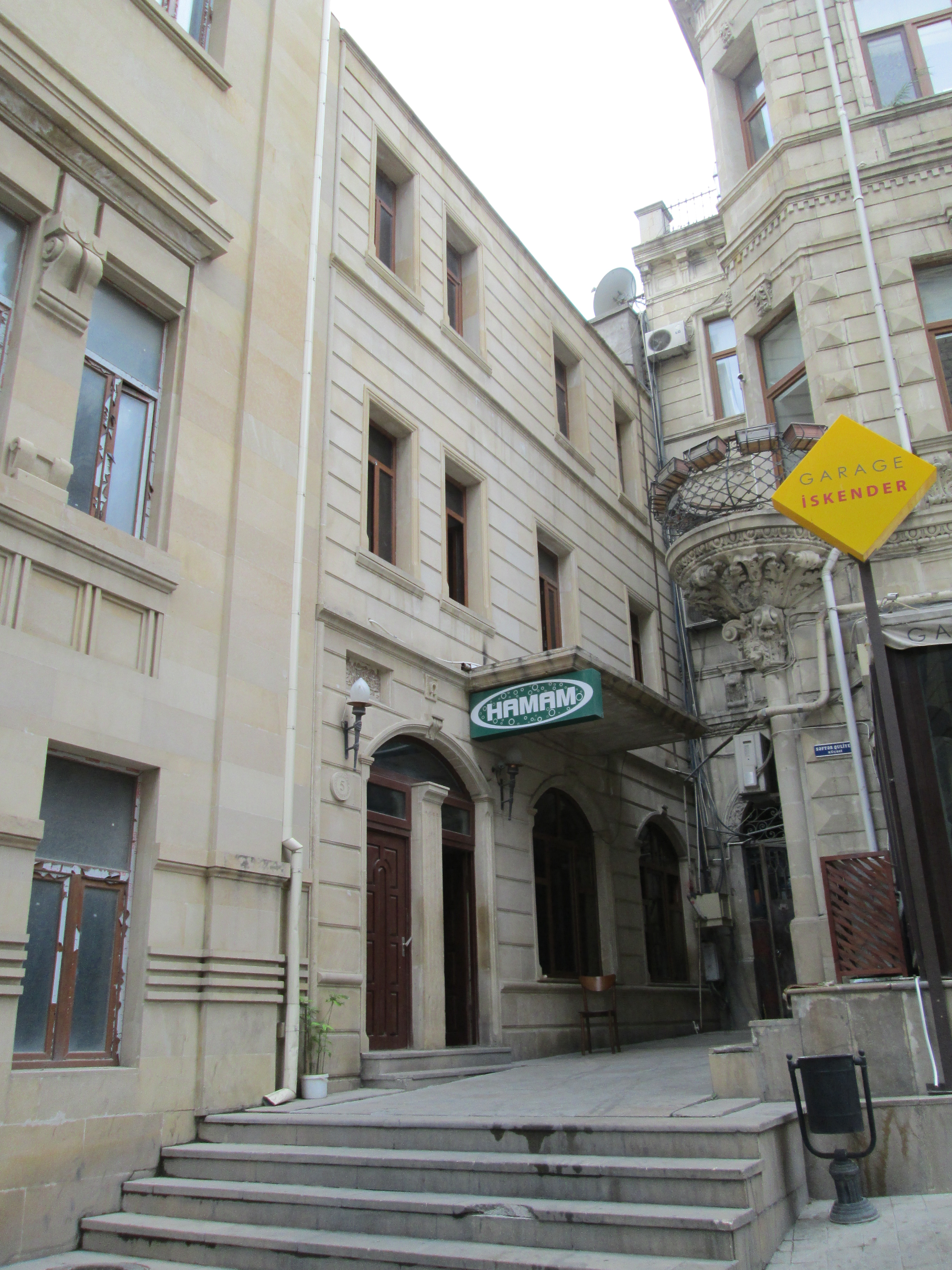
Баня Ага Зейнала и ресторан Garage Iskender

д. 5 — Баня Ага Зейнала (азерб. Ağa Zeynal hamamı), памятник архитектуры XIX века